# Patriarcat de Peć
Ne doit pas être confondu avec Monastère patriarcal de Peć.
1346–1463
1557–1766
Le patriarcat de Peć (en serbe cyrillique : Пећка патријаршија ; en serbe latin : Pećka patrijaršija) ou patriarcat serbe de Peć (en serbe cyrillique : Српска патријаршија у Пећи ; en serbe latin : Srpska patrijaršija u Peći) était un patriarcat autocéphale de Église orthodoxe qui a existé de 1346 à 1463 puis de 1557 à 1766. Il avait son siège au monastère patriarcal de Peć. Sa juridiction ecclésiastique s'étendait sur les Chrétiens orthodoxes des terres serbes et sur d'autres régions plus à l'ouest de l'Europe du sud-est. Les primats du patriarcat portaient le titre d'« archevêque de Peć et patriarche serbe».

## Période médiévale (1346-1463)

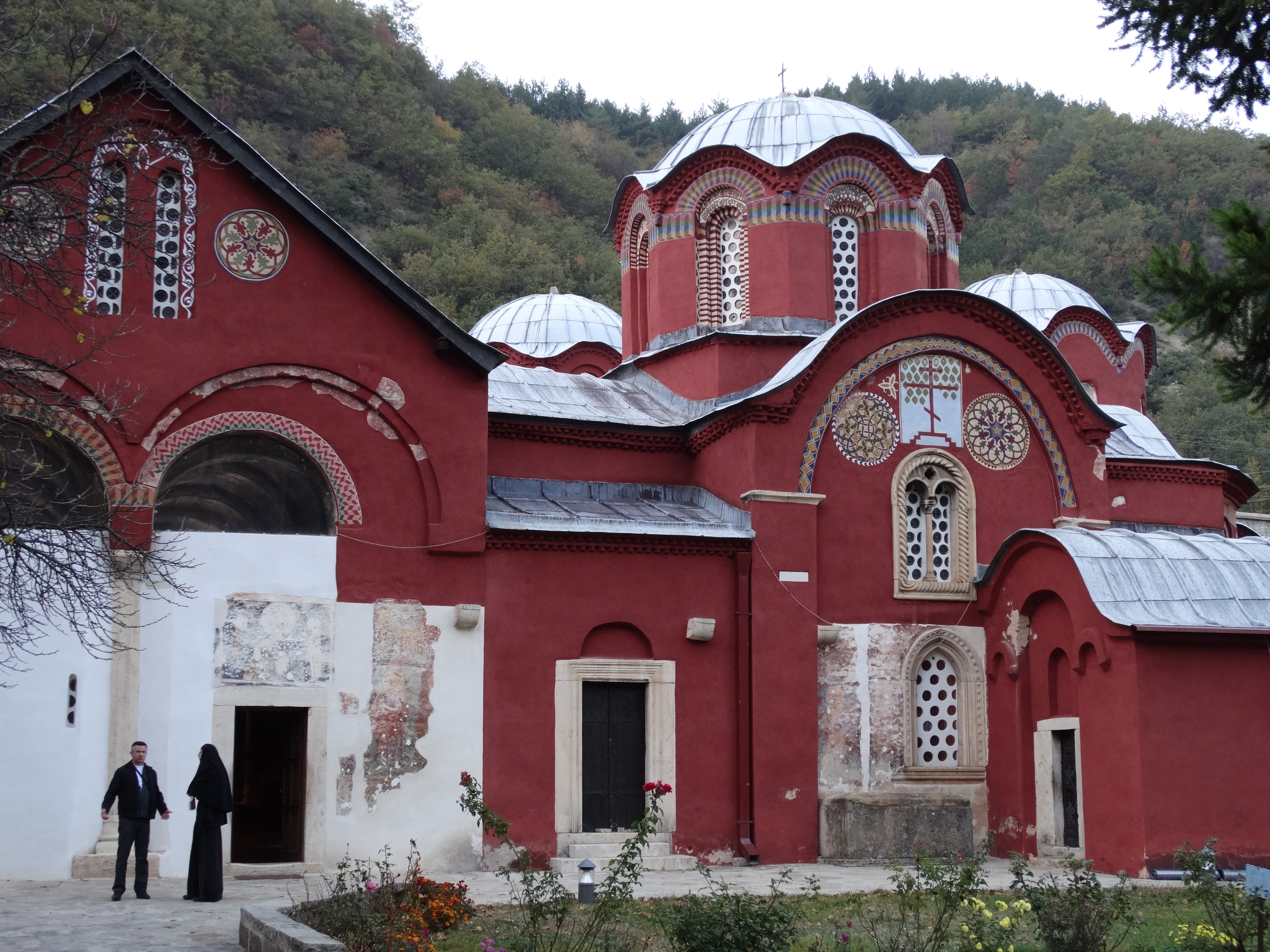
L'église de la Mère-de-Dieu-Odigitria dans le monastère patriarcal de Peć.

À partir de 1219, l'Église orthodoxe du royaume médiéval de Serbie a été organisée par saint Sava comme un archevêché autocéphale ; son siège a d'abord été au monastère de Žiča puis, au milieu, du XIIIe siècle, il a été transféré au monastère de Peć. L'expansion politique de l'État serbe médiéval d'après accord Deževa a atteint son apogée sous le règne du roi Stefan Dušan (1331-1355), qui a conquis de nombreuses provinces occidentales de l'Empire byzantin. À partir de 1334, le siège de l'ancien archevêché d'Ohrid se trouvait sous la domination des Serbes et, à l'automne 1345, l'armée serbe a achevé la conquête du nord de la Grèce, y compris Serrès, la capitale de la Macédoine orientale et le siège d'une importante métropole. À la suite de ses victoires, Stefan Dušan a été proclamé empereur (en serbe : цар/car) le 25 décembre 1345 à Serrès.
Comme un empereur se faisait habituellement couronner par un patriarche, l'empereur Stefan Dušan nouvellement proclamé a décidé de convoquer une assemblée rassemblant des représentants de l'État et de l'Église (en serbe : sabor) ; l'assemblée s'est tenue le 16 avril 1346 à Skopje, ville qui était la capitale serbe de l'époque. Assistaient à la réunion, l'archevêque serbe Joanikije II, l'archevêque Nicolas Ier d'Ohrid, le patriarche Siméon de Bulgarie ainsi que de nombreux autres hiérarques et dignitaires de l'Église, dont les chefs monastiques du mont Athos. L'assemblée a proclamé l'élévation de l'Archevêché serbe autocéphale au statut de patriarcat. L'archevêché de Peć est devenu le « Patriarcat serbe » (ou « patriarcat de Serbie ») et son siège a été installé au monastère de Peć, qui est devenu la résidence du patriarche. Par la même occasion, le patriarche nouvellement proclamé, Joanikije II, a couronné solennellement Stefan Dušan empereur (basileus) et autocrate (autocrator) des Serbes et des Grecs.

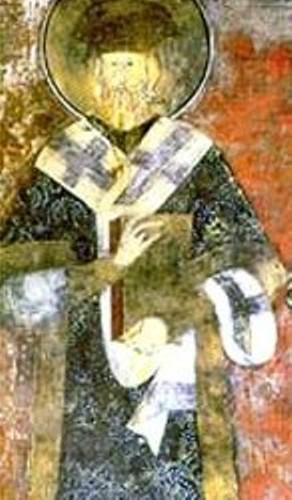
Joanikije II (Joannice II), premier patriarche de Serbie.

La proclamation du Patriarcat serbe a eu comme résultat l'élévation des évêchés principaux au statut de métropoles honoraires, à commencer par l'évêché de Skopje qui est devenue la métropole de Skopje. Le patriarcat a exercé une juridiction ecclésiastique suprême sur le mont Athos et sur beaucoup d'éparchies (diocèses) grecques de la Macédoine égéenne qui étaient jusqu'alors sous la juridiction du patriarcat œcuménique de Constantinople. Le même processus s'est poursuivi après les conquêtes serbes de la Thessalie, de l'Épire, de l'Étolie et de l'Acarnanie en 1347 et 1348. Au même moment, l'archevêché d'Ohrid est resté autocéphale, tout en reconnaissance la primauté honoraire du nouveau patriarcat de Serbie.
Étant donné que la proclamation du patriarcat avait été effectuée sans l'accord du patriarcat de Constantinople, plusieurs questions canoniques et politiques ont été soulevées. En 1350, soutenu par le gouvernement byzantin, le patriarche Calliste Ier de Constantinople a émis un acte de condamnation et d'excommunication de l'empereur Stefan Dušan et du patriarche serbe Joanikije. Cet acte a provoqué une fracture entre les Églises serbes et byzantines ; en revanche, cette querelle ne reposait pas sur des questions doctrinales mais juste sur des questions d'administration et de juridiction ecclésiastiques. Le patriarche Joanikije est mort en 1354 et son successeur, le patriarche Sava IV (1354-1375) a dû affronter de nouveaux défis en 1371, quand les Turc ont battu les Serbes à la bataille de la Maritsa et ont entamé leur expansion dans les territoires serbes. Comme ils affrontaient un ennemi commun, les gouvernements serbe et byzantin et les dirigeants de l'Église ont trouvé un accord en 1375. L'acte d'excommunication a été révoqué et l'Église serbe a été reconnue comme un patriarcat, à la condition de restituer au patriarcat de Constantinople toutes les éparchies contestées situées dans les régions du sud,.
Après la nouvelle et décisive bataille de Kosovo Polje remportée par les Turcs en 1389, la Serbie est devenue un État tributaire de l'Empire ottoman et le patriarcat de Serbie a également été affecté par le déclin social général, surtout que les Turcs continuaient leur expansion et leurs incursions dans le territoire serbe, dévastant de nombreux monastères et églises. La ville de Skopje a été prise par les Turcs en 1392 et toutes les autres régions du sud sont tombées entre leurs mains en 1395. Le patriarcat serbe s'est retiré progressivement du sud, laissant la place à la juridiction de l'archevêché d'Ohrid. Finalement, en 1455, la ville de Peć est tombée aux mains des Ottomans. Peu après, en 1459, la capitale serbe de Smederevo est également tombée, marquant ainsi la fin du principal État médiéval serbe. Le patriarche Arsenije II est mort 1463 et le patriarcat serbe a alors commencé une période de grand déclin.

### Éparchies médiévales du patriarcat de Peć
- Éparchie de Belgrade, également connue sous le nom d'éparchie de Mačva
- Éparchie de Braničevo, également connue sous le nom d'éparchie de Smederevo
- Éparchie de Budimlje, dans la région du haut Polimlje
- Éparchie de Dabar, dans la région du bas Polimlje
- Éparchie de Debar, dans la vallée du Drin noir
- Éparchie de Dráma (revendiquée par le patriarcat de Constantinople)
- Éparchie of Hum, également connue sous le nom d'éparchie du Lim
- Éparchie de Hvosno, dans le nord de la Métochie
- Éparchie de Melnik (revendiquée par le patriarcat de Constantinople)
- Éparchie de Moravica, également connue sous les noms d'éparchie de Arilje ou d'éparchie de Gradac
- Éparchie de Lipljan, également connue sous les noms d'éparchie de Gračanica ou d'éparchie de Novo Brdo
- Éparchie de Polog, également connue sous le nom d'éparchie de Tetovo
- Éparchie de Prizren, au sud de la Métochie
- Éparchie de Ras, également connue sous le nom d'éparchie de Raška
- Éparchie de Serrès (revendiquée par le patriarcat de Constantinople)
- Éparchie de Skopje, considérée comme la première des éparchies
- Éparchie de Toplica, également connue sous le nom d'éparchie de Bela Crkva
- Éparchie de Velbužd, également connue sous le nom de Banja
- Éparchie de Zeta, sous le nom d'éparchie de Cetinje
- Éparchie de Zletovo, également connue sous le nom d'éparchie de Lesnovo

## Période de vacance (1463-1557)
Dans la seconde moitié du XVe siècle, l'Empire ottoman a progressivement conquis tous les territoires serbes, à commencer par le despotat de Serbie en 1459, suivi par la conquête du royaume de Bosnie en 1463, de l'Herzégovine en 1482 et, finalement, du Monténégro en 1499. Toutes les éparchies du patriarcat de Serbie ont été ravagées au cours des incursions turques et de nombreux monastères et églises ont été pillés et détruits. Pour cette raison, cette période est surnommée « la grande désolation » (en serbe : великое запустение). Bien que des Serbes chrétiens se soient convertis à l'Islam après la conquête turque, l'immense majorité d'entre eux est restée fidèle à l'Église orthodoxe serbe. En revanche, la structure du patriarcat de Serbie a subi de profonds changements. Après la mort du patriarche Arsenije II en 1463, la question de sa succession est restée ouverte. En l'absence de sources, les historiens concluent que la période de vacance s'est prolongée, en raison de l'abolition de facto de la fonction patriarcale.
Dans le même temps, la juridiction de l'archevêché d'Ohrid a continué à s'étendre vers les éparchies serbes du nord et elle a fini par englober tout le territoire du patriarcat serbe,,. La situation n'était pas acceptable pour les chefs de l'Église serbe qui voulaient un retour à l'organisation ecclésiale antérieure. Peu après la prise de Belgrade par les Turcs en 1521 et après la victoire ottomane à la bataille de Mohács en 1526, le métropolite de Smederevo Pavle a tenté à plusieurs reprises de restaurer le patriarcat de Serbie et, pour une courte durée, il a réussi à s'emparer du trône de Peć, en s'autoproclamant archevêque de Peć et patriarche serbie. Vers 1541, sa tentative a été écrasée par les forces conjointes de l'archevêché d'Ohrid et du patriarcat de Constantinople. Malgré cette défaite, les chefs de l'Église serbe n'ont pas cessé d'espérer une nouvelle occasion de restaurer l'ancien patriarcat.

## Période moderne (1557-1766)

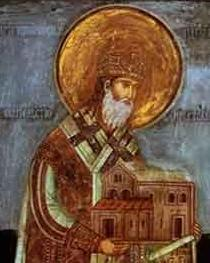
Makarije Sokolović, le premier patriarche du patriarcat de Peć restauré.

Le patriarcat de Peć a finalement été restauré en 1557, grâce à l'influence de hauts dignitaires de la cour ottomane. Pendant la seconde partie du règne du sultan Soliman le Magnifique (1520-1566), l'un des hommes d'État les plus notables de l'Empire était le pacha Mehmed Sokolović, qui a été un de ses vizirs à partir de 1555 et qui, plus tard, est devenu grand vizir (1565-1579). Par sa naissance, il était un Serbe orthodoxe, enlevé à sa famille quand il était un jeune garçon selon le système du devchirmé, une sorte d'« impôt du sang », et qui était converti à l'Islam. Malgré cela, il avait renoué avec sa famille et, en 1557, son cousin Makarije Sokolović, un évêque orthodoxe serbe, a été élu patriarche du nouveau patriarcat de Peć.

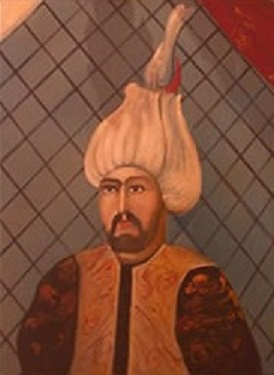
Le grand vizir Mehmed Sokolović, cousin du patriarche Makarije, qui a permis la restauration du patriarcat.

La pleine restauration de l'ancien patriarcat était d'une grande importance pour les Serbes orthodoxes car elle leur permettait une reconnaissance et une amélioration de leur vie spirituelle et culturelle sous la domination ottomane,,. La juridiction du patriarcat a été étendue en direction des régions du nord et de l'ouest, avec plus de 40 éparchies, allant de Skopje (au sud) jusqu'à l'éparchie de Buda (au nord). Parmi les nouvelles éparchies de l'ouest et du nord figuraient l'éparchie de Požega en basse Slavonie, l'éparchie de Bačka entre le Danube et la Tisza et les éparchies de Vršac et de Temesvár dans la région du Banat. L'une des éparchies les plus vastes était celle de Dabar-Bosnie, qui étendait sa juridiction depuis la haute Drina en passant par le centre et l'ouest de la Bosnie jusqu'aux frontières de la Dalmatie vénitienne et à la frontière militaire des Habsbourgs. Le patriarcat de Serbie récemment restauré incluait aussi des éparchies situées à l'ouest de la Bulgarie. Le titre du primat du patriarcat était « archevêque de Peć et patriarche serbe », même si son pouvoir ecclésial s'exerçait également sur des Bulgares et plusieurs autres peuples des régions occidentales de l'Europe du Sud-Est.
Pour les Serbes chrétiens vivant dans l'Empire ottoman, le patriarcat restauré était un symbole religieux et national qui remplaçait en quelque sorte leur État depuis longtemps perdu. C'est pourquoi, le patriarcat ne pouvait pas rester à l'écart des événements politiques et quelques-uns de ses primats ont participé à des soulèvements locaux contre la domination ottomane. En 1594, à l'époque du patriarche Jovan Kantul (1592-1614), les Turcs ont pris les reliques du premier archevêque et fondateur de l'Église orthodoxe serbe, saint Sava, conservées au monastère de Mileševa, pour les transporter sur la colline de Vračar à Belgrade, où elles ont été brûlées par Sinan Pacha dans l'intention d'intimider les Serbes au moment de la révolte du Banat. L'actuelle église Saint-Sava de Belgrade a plus tard été construite à l'endroit où les reliques ont été brûlées.

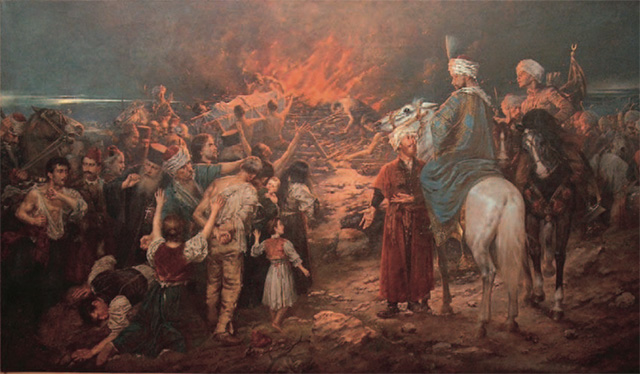
L'Autodafé des reliques de saint Sava par Stevan Aleksić, 1912.

La Grande guerre turque, qui a opposé l'Empire ottoman au Saint-Empire romain germanique sous le règne de la maison de Habsbourg entre 1683 et 1699, a constitué un tournant décisif dans l'histoire du patriarcat de Serbie. Pendant ces années-là, les relations entre les Musulmans et les Chrétiens des provinces européennes de l'Empire turc se sont durcies. En réponse à la répression ottomane, à la destruction de monastères et aux violences contre la population civile non musulmane, les Serbes chrétiens et leurs chefs religieux, conduits par le patriarche de Serbie Arsenije III Čarnojević (Arsenije III), appuyés par les Autrichiens en 1689 puis, en 1737, sous la direction du patriarche Arsenije IV Jovanović Šakabenta (Arsenije IV), ont décidé de réagir en se lançant successivement dans la grande migration de 1690 et dans la grande migration de 1737.

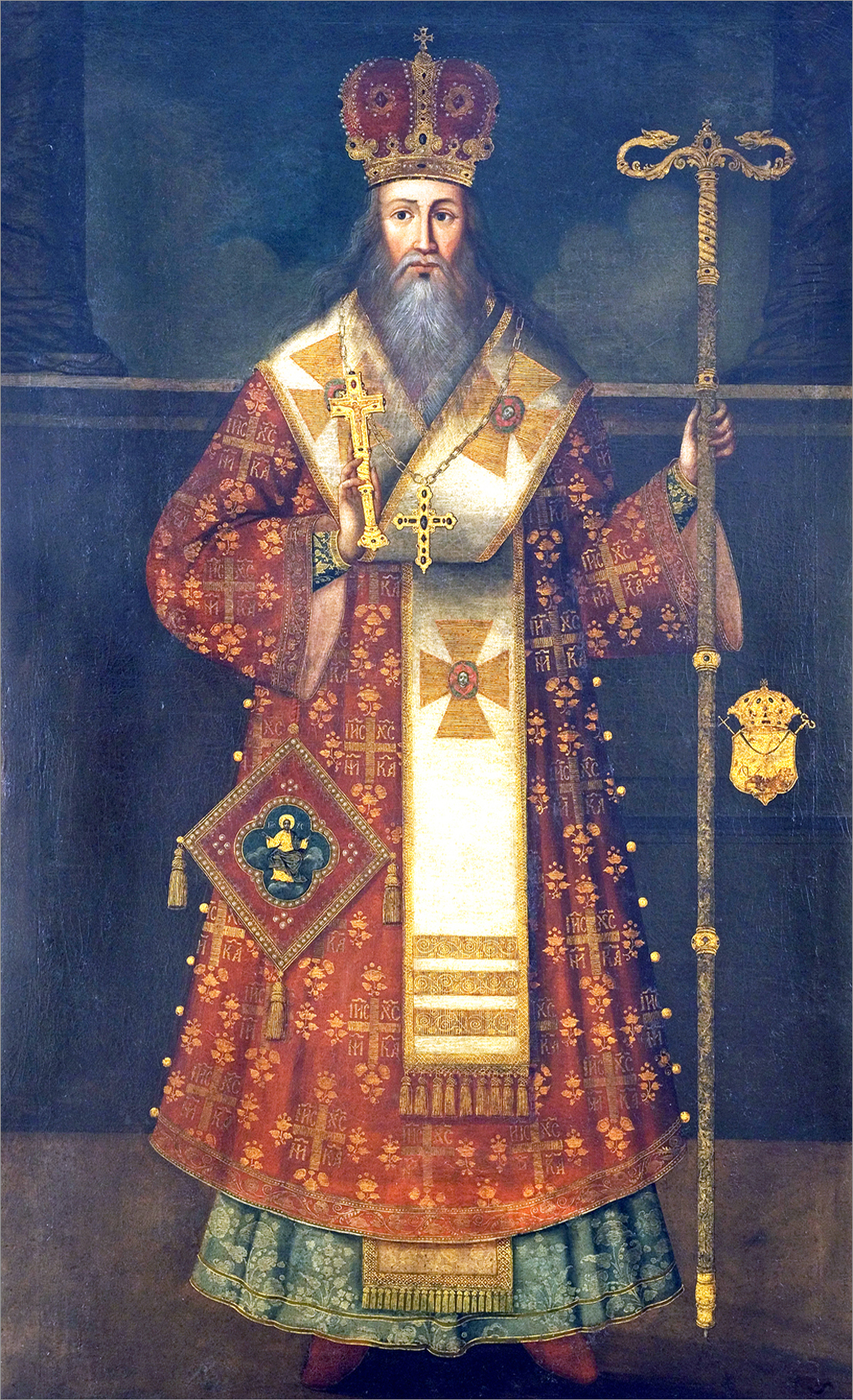
Arsenije III, chef de la première grande migration serbe.
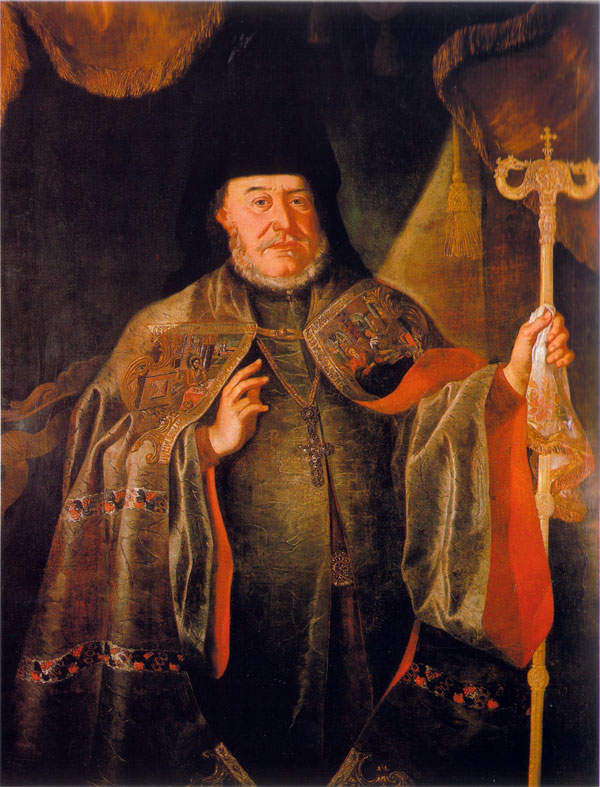
Arsenije IV, chef de la seconde grande migration serbe.

Comme, pendant la Grande guerre turque, les régions septentrionales du patriarcat étaient passées sous la domination de la monarchie de Habsbourg, les éparchies serbes de ces régions ont été réorganisées pour former la métropole de Krušedol (1708) ; cette circonscription ecclésiastique est restée sous la juridiction du patriarcat de Serbie. En 1713, le siège de la métropole a été transféré à Sremski Karlovci.

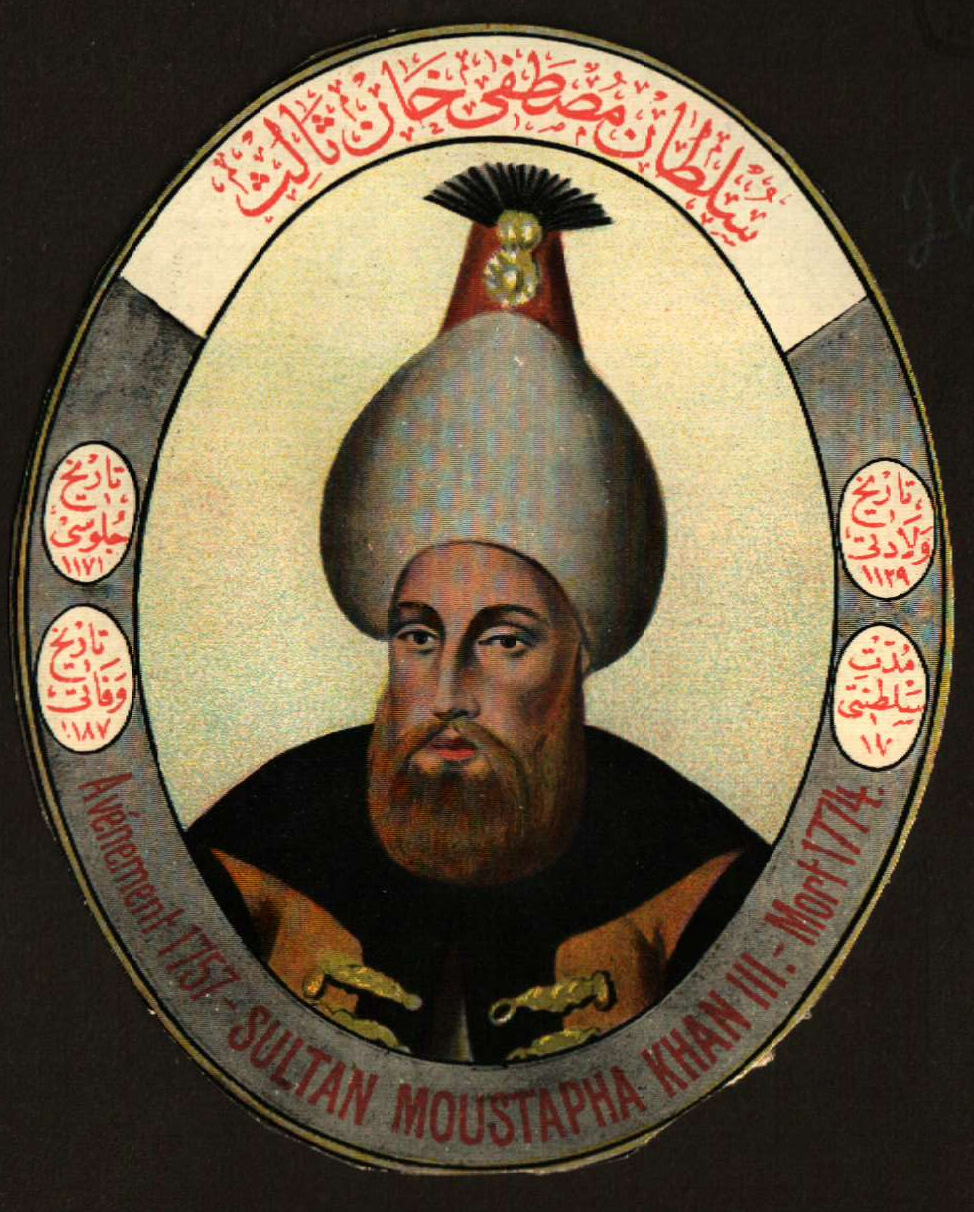
Le sultan Moustafa III, qui a aboli le patriarcat de Peć.

Les soulèvements successifs et l'implication des patriarches serbes dans des activités jugées « anti-ottomanes » ont discrédité le patriarcat aux yeux des autorités turques. Les Turcs ont alors favorisé politiquement des Grecs plus sûrs pour gérer les éparchies serbes et même le trône patriarcal de Peć. À la même époque, après 1752, des querelles internes ont surgi parmi les personnalités importantes du patriarcat serbe, notamment à cause de rivalités constantes avec les Grecs qui prétendaient au trône patriarcal. Finalement, en 1766, le Patriarcat serbe Peć a été aboli par le sultan Moustafa III (1757-1774). La totalité du territoire du patriarcat qui se trouvait sous l'autorité des Ottomans a été placée sous la juridiction ecclésiastique du patriarcat œcuménique de Constantinople,. Le trône de Peć a été supprimé et les 11 éparchies serbes restantes ont été transférées au trône de Constantinople.
Ces onze éparchies étaient les suivantes :
- Éparchie de Belgrade,
- Éparchie de Dabar-Bosnie,
- Éparchie d'Herzégovine,
- Éparchie de Kyoustendil,
- Éparchie de Niš,
- Éparchie de Prizren,
- Éparchie de Raška,
- Éparchie de Samokov,
- Éparchie de Skopje,
- Éparchie d'Užice,
- Éparchie de Zvornik.

.